# Питирим (Волочков)
Архиепископ Питири́м (в миру Павел Павлович Волочко́в; 2 февраля 1961, хутор Нижний, Кореновский район, Краснодарский край — 24 июня 2025) — архиерей Русской православной церкви, архиепископ Сыктывкарский и Коми-Зырянский (1995—2025).

## Биография
Родился в семье рабочих, окончил общеобразовательную школу.
Нёс послушание иподиакона и келейника архиепископа Краснодарского и Кубанского Гермогена (Орехова)
В 1980—1982 годах служил в рядах Советской армии.
В 1982 года поступил на службу в Архангельскую епархию и 23 декабря 1982 года епископом Архангельским Исидором (Кириченко) рукоположён во диакона с назначением в Республику Коми.
С 24 декабря 1982 года по 27 февраля 1984 года — диакон Преображенского храма села Айкино Республики Коми.
В 1984 году принял монашеский постриг в честь святителя Питирима, Усть-Вымского чудотворца. Поступил на заочный сектор Московских духовных школ.
С 27 февраля 1984 до 3 марта 1987 года — иеродиакон Казанского храма города Сыктывкара.
1 марта 1987 года рукоположён во иеромонаха епископом Исидором в храме Всех Святых города Архангельска.
Организовал в городе Печора Республики Коми новый приход и женский монастырь в честь иконы Божией Матери «Скоропослушница».
C 3 марта 1987 по 15 августа 1987 года — второй священник Преображенского храма села Айкино Республики Коми.
С 15 августа 1987 года до 20 декабря 1988 года — настоятель Свято-Лазаревского храма г. Онега Архангельской епархии.
С 21 декабря 1988 года до 20 апреля 1989 года — второй священник храма Всех святых г. Архангельска Архангельской епархии.
С 21 апреля 1989 года — настоятель молитвенного дома города Печоры Республики Коми.
С 20 сентября 1994 года — настоятель Троице-Стефано-Ульяновского монастыря.
7 апреля 1994 года возведён в сан игумена. Выполнял послушание члена ревизионной комиссии Сыктывкарского благочиния и епархиального миссионера в Республике Коми.
6 октября 1995 года Патриархом Алексием II возведён в сан архимандрита.
Решением Священного Синода от 6 октября 1995 года определён быть епископом Сыктывкарским и Воркутинским, правящим архиереем новосоздаваемой епархии. 18 декабря того же года в Богоявленском кафедральном соборе Москвы наречён и 19 декабря хиротонисан во епископа; хиротонию возглавил Патриарх Алексий II, ему сослужили: митрополит Крутицкий и Коломенский Ювеналий (Поярков), архиепископы Одинцовский Иов (Тывонюк), Солнечногорский Сергий (Фомин), епископы Архангельский и Мурманский Пантелеимон (Долганов), Истринский Арсений (Епифанов), Дмитровский Иннокентий (Васильев), Орехово-Зуевский Алексий (Фролов), Красногорский Савва (Волков) и Новосибирский и Бердский Сергий (Соколов).
В декабре 2005 года защитил кандидатскую работу по новейшей истории Русской Православной Церкви в Киевской Духовной академии.
25 декабря 2006 года стал доктором богословия Ужгородской богословской академии. По мнению некоторых церковных учёных и богословов, степень доктора богословия в этой академии присваивают отнюдь не за выдающиеся заслуги в области церковной науки
16 апреля 2016 года в связи с выделением Воркутинской епархии из состава Сыктывкарской епархии титул изменён на «Сыктывкарский и Коми-Зырянский».
25 апреля 2016 года Патриархом Московским и всея Руси Кириллом возведён в сан архиепископа.
Умер 24 июня 2025 года в возрасте 64 лет от острой сердечной недостаточности. Похоронен в Сыктывкаре.

## Заявления и позиция
Епископ Питирим являлся носителем монархических взглядов, поддерживал монархическое движение.
В 2006 году общественный резонанс приобрёл скандал в Республиканском театре оперы и балета в Сыктывкаре, связанный с постановкой оперы Дмитрия Шостаковича «Балда» по мотивам сказки Пушкина «О попе и работнике его Балде»: спектакль, подготовленный к 100-летнему юбилею композитора, подвергся цензуре по требованию представителей Сыктывкарской епархии и лично епископа Питирима, выступившего с протестом.
В начале 2010 года получили распространение его высказывания и публикации, в которых он обличал экуменизм и демократию, а также «масонский экуменизм». Появление аналогичного материала на сайте Сыктывкарской епархии в мае того же года по времени совпало с визитом председателя Отдела внешних церковных связей Московского патриархата митрополита Илариона в Италию, в ходе которого был совершён ряд экуменических мероприятий. По некоторым сведениям, признавался в своей поддержке — чисто человеческой — изверженного в 2008 году из сана епископа Диомида. Такого рода позиция дала повод некоторым говорить о появлении «нового епископа Диомида».
Летом 2010 года выступил в поддержку девиза «Православие или смерть!» (ранее, в марте 2009 года, патриарх Кирилл сказал: «…когда мы слышим такой возглас и такой лозунг: „Православие или смерть“ — нужно опасаться этих проповедников. <…> сейчас у нас появляются, время от времени, лжеучители, которые соблазняют народ призывами спасать Православие, спасать его чистоту, которые повторяют этот опасный, греховный и внутренне противоречивый лозунг: „Православие или смерть“»; в мае 2011 года сообщалось, что лозунг включён в федеральный список экстремистских материалов, опубликованный на сайте Министерства юстиции России).
Епископ Питирим упоминается как активный проповедник идей учения о царе-искупителе.
Питирим одобрил Ленинопад на Украине, заявив: «Снос памятника Ленину, скорее всего, будет единственным плюсом нынешних украинских событий».
В 2022 году поддержал вторжение России на Украину, транслировал мифы и нарративы российской антиукраинской пропаганды, распространял ложные утверждения об украинских биолабораториях.
В июле 2022 года, как «поддержавший агрессию России против Украины», был внесён ФБК в список разжигателей войны состоящий из лиц которые «используют свои религиозные организации для пропаганды агрессии и массового убийства», с предложением введения против него международных санкций
23 января 2023 года был внесён в санкционный список Украины лиц «которые, прикрываясь духовностью, поддерживают террор и геноцидную политику» за «пропаганду и поддержку войны против Украины».

## Награды
- Орден Дружбы (2001)
- Почётная грамота Республики Коми (2005)
- Заслуженный работник Республики Коми (2013)
- Орден прп. Сергия Радонежского II степени (2005)
- Орден прп. Серафима Саровского II степени (2011)
- Почётный гражданин города Сыктывкара (2018)

## Публикации
статьи
- Гражданская проповедь // Национальная доктрина. — Сыктывкар, 2006. — № 1. — С. 12—14.

отдельные издания
- Путь становления обители : Этапы формирования Троицко-Стефан. Ульян. монастыря в 1866—1894 гг. при архимандрите Матфее и его возрождение в 1994—1998 гг. при епископе Питириме: сходства и различия как источник положит. опыта. — Сыктывкар : Сыктывкар. и Воркутин. епархия, 2001. — 114 с.
- «Жизнь во Христе и со Христом» (история становления Православия в Коми крае), 2004 г часть 1
- «Жизнь во Христе и со Христом» (история становления Православия в Коми крае), 2004 г часть 2
- «Жизнь во Христе и со Христом» (история становления Православия в Коми крае), 2010 г часть 3-4
- Путь становления обители. — Сыктывкар : Сыктывкарская и Воркутинская епархия, 2008.
- Стихи детям. — Сыктывкар : [б. и.], 2014. — 103 с. — ISBN 978-5-498-00288-0 — 5000 экз.
- Духовная сотница: собрание стихотворений епископа Питирима (Волочкова) / [автор: епископ Питирим (Волочков); рисунки: Елена Чупрова]. — Сыктывкар : [б. и.] ; Киров : Элефант, 2014. — 144 с. — ISBN 978-5-498-00250-7 — 5000 экз.
- Избранное. — Сыктывкар : Кировская обл. тип., 2014. — 171 с. — ISBN 978-5-498-00278-1 — 2000 экз.
- Подарок сердцу. Десятисотница: собрание стихотворений еп. Питирима. В 2 томах / ред. архим. Филипп (Филиппов), В. И. Виноградова, Е. С. Бобарыкина. — Сыктывкар: ООО «Коми республиканская типография», 2015.
- Стихи разумным детям. — Сыктывкар : Изд-во Сыктывкарской и Воркутинской епархии, 2016. — 166 с. — ISBN 978-5-7934-0676-5 — 1000 экз.
- Хлад-птица: собрание стихотворений архиепископа Питирима (Волочкова) / [архиеп. Питирим (Волочков)]. — Сыктывкар : [б. и.], 2017. — 140 с. — ISBN 978-5-7934-0705-2
- Венок сонетов: собрание стихотворений архиепископа Питирима (Волочкова). — Сыктывкар : Коми респ. тип., 2017. — 189 с. — ISBN 978-5-7934-0728-1 — 5000 экз.
- Жить во свете: собрание стихотворений архиепископа Питирима (Волочкова). — Сыктывкар : Коми респ. тип., 2017. — 144 с. — ISBN 978-5-7934-0711-3 — 2000 экз.
- Слово во плоти пришедшее: собрание стихотворений архиепископа Питирима (Волочкова) : [сборник стихотворений]. — Сыктывкар : Коми республиканская тип., 2018. — 138 с. — ISBN 978-5-7934-0746-5 — 3000 экз.